# مدارس الإليانس
مدارس الإليانس هي المدارس التي أنشأتها الأتحاد الإسرائيلي العالمي نهاية القرن التاسع عشر في العديد من الدول، ففي مصر مثلا كانت لغتها الأولى الفرنسية، وكان الغرض منها مجابهة النشاط التبشيري الذي كان خطرا على فقراء اليهود، حيث انتشرت هذه المدارس عالميا في العديد من أماكن تواجد اليهود وكان منها في العالم العربي:

## مدارس الأليانس في مصر
قامت الجمعيات اليهودية بإنشاء مدارس في القاهرة، والإسكندرية، وطنطا، وبورسعيد، مثل جمعية نقطة اللبن وكل إسرائيل أصدقاء وبلغ عدد مدارس الأليانس في مصر 123 مدرسة، وقد وصل إجمالي طلبة هذه المدارس من يهود إلى 98947 طالبا عام 1902. أما الآن فمعظم هذه المدارس تعتير من الأوقاف اليهودية بمصر وبعضها تتبع هيئة الأثار اليهودية في مصر وتوجد 4 مدارس ما زالت مفتوحة يتعلم فيها أبناء الطائفة اليهودية أثنتان في إسكندرية وواحدة في كل من القاهرة والفيوم وتتلقى هذه المدارس الدعم من كل من الحكومة المصرية والسفارة الأسرائيلية في القاهرة.

## مدارس الأليانس في العراق
بدا تأسيس مدارس الأليانس في نهايات القرن التاسع عشر في بغداد ثم امتدت إلى بقية المدن مثل البصرة والموصل وكركوك و العمارة والحلة حيثما تواجدت الجاليات اليهودية مما ساهم في رفع المستوى التعليمي للطائفة اليهودية آنذاك.

## مدارس الأليانس في سوريا
هي مدارس خاصة باليهود عادة كان يوجد منها في دمشق وحلب حيث تواجد أكبر عدد من الطائفة اليهودية. ألا انها حاليا مغلقة بالكامل وذلك لهجرة معظم اليهود من سوريا وكان أخرها مدرسة الأليانس في شارع الأمين. في دمشق.